# Umkirch

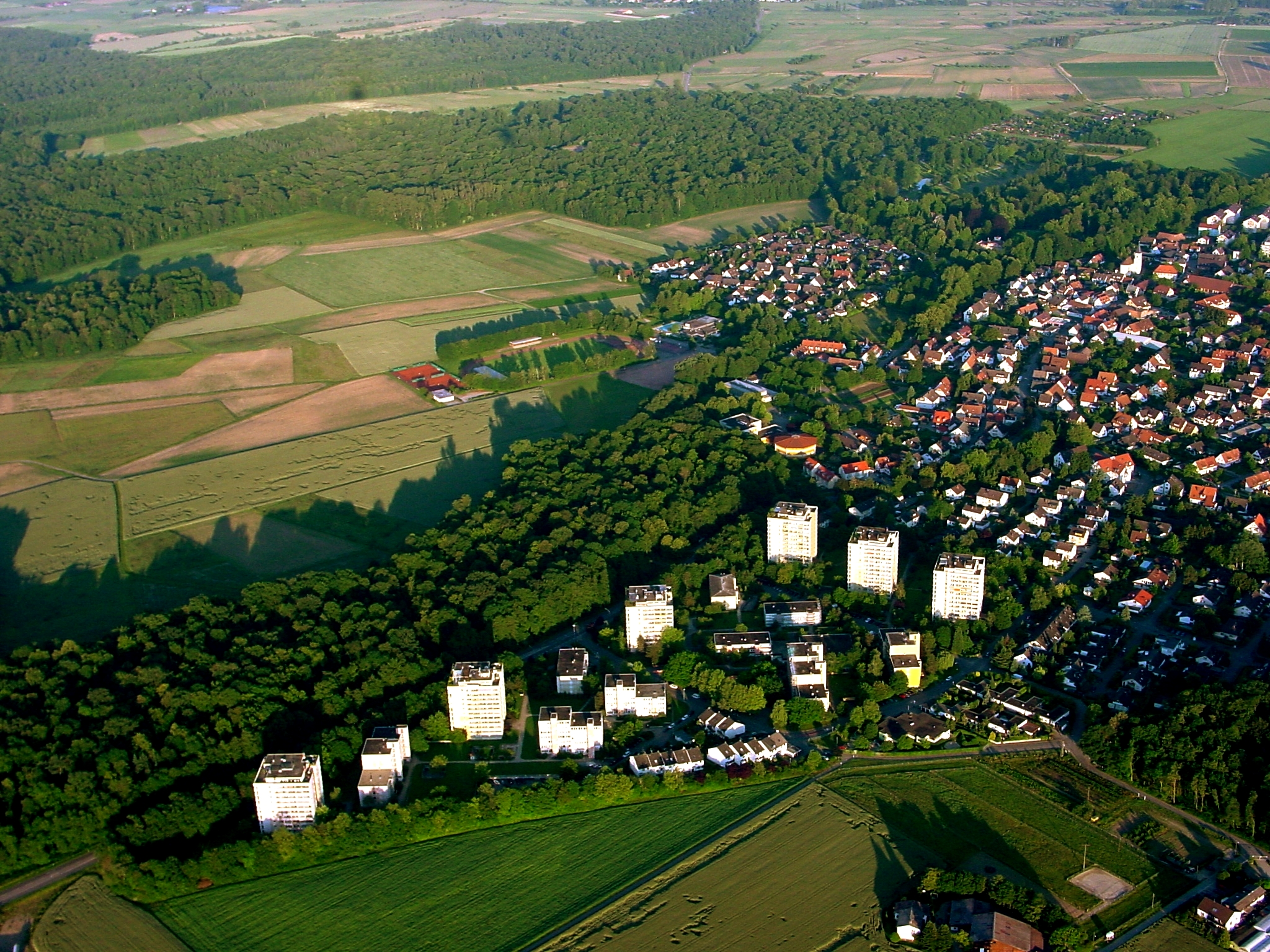
Luftbild von Umkirch

Umkirch ist eine Gemeinde im Landkreis Breisgau-Hochschwarzwald in Baden-Württemberg.

## Geographie

### Geographische Lage
Umkirch liegt rund acht Kilometer westlich von Freiburg im Breisgau in der Oberrheinischen Tiefebene.

### Gemeindegliederung
Zur Gemeinde Umkirch gehören das Dorf Umkirch und Hof und Mühle Dachswangen (Dachswanger Mühle). Im Gemeindegebiet liegen die abgegangenen Ortschaften Rendelshusen und Betlinshusen.

### Nachbargemeinden
Außer an die Stadt Freiburg im Osten und Süden grenzt Umkirch im Norden an die Gemeinde March und im Westen an Gottenheim.

## Geschichte
Am Ort der Dachswanger Mühle befand sich früher die Burg Dachswangen, die heutige Dachswanger Mühle.
Im Jahr 1979 wurde südlich von Umkirch im Neubaugebiet „Mühlematten“ ein ausgedehnter römischer Vicus nachgewiesen. Im Siedlungszentrum befanden sich Steinbauten mit mehreren Bauperioden, während im äußeren Bereich lockere Holzbebauungen vorherrschten. Es ließen sich Mühlenbetriebe und Eisenverarbeitung nachweisen. Die Siedlungsgröße und eine höhere Wohnqualität der Bewohner deuten auf eine gute wirtschaftliche Basis hin. Diese begründet sich vermutlich auf den Durchgangsverkehr der Römerstraße, welche von Riegel am Kaiserstuhl kommend die Hauptstraße des römischen Ortes gebildet hatte. Ausgehend von der Fundlage endete das römische Gemeinwesen in Umkirch in etwa mit dem Limesfall 259/260 n. Chr.
Umkirch wird im Jahre 1087 erstmals urkundlich erwähnt. Der Name lautet damals Untkilicha, lateinisch Ecclesia in Undis (Kirche in den Wellen), und spielt vermutlich auf die Lage der Kirche auf einer Insel zwischen zwei Bächen an. Bis zum Übergang des Breisgaus an das Großherzogtum Baden hatten die Bischöfe von Basel das Patronatsrecht über die Umkircher Pfarrkirche. Im 14. Jahrhundert befand sich in Umkirch der Adelssitz der Herren Geben.
Am 20. Dezember 2007 wurde die Ortsumfahrung Umkirch der Bundesstraße 31 nach langer Wartezeit vom ehemaligen Regierungspräsident Sven von Ungern-Sternberg für den Verkehr freigegeben. Die Eröffnung des Weiterbaus der B 31-West bis Gottenheim folgte am 7. September 2012.

## Politik

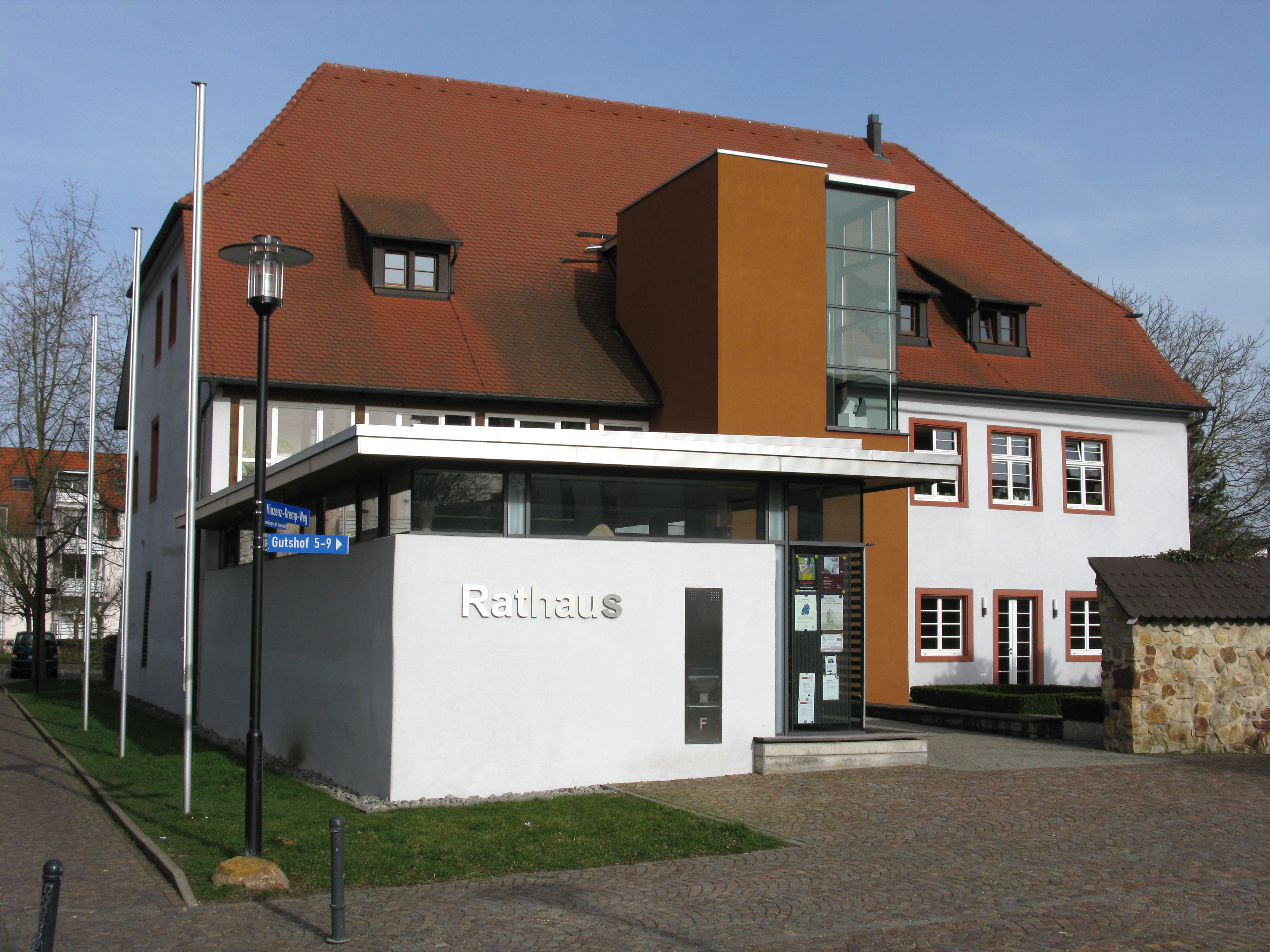
Umkircher Rathaus

### Gemeinderat
Die Kommunalwahl am 9. Juni 2024 führte bei einer Wahlbeteiligung von 57,0 % (2019: 54,7 %) zu folgendem Ergebnis:
| Partei / Liste | Stimmenanteil | +/− %p | Sitze   | +/− |
| -------------- | ------------- | ------ | ------- | --- |
| CDU            | 20,5 %        | − 6,2  | 3 Sitze | ± 0 |
| SPD            | 9,9 %         | + 2,7  | 1 Sitz  | ± 0 |
| AfD            | −             | − 6,0  | −       | − 1 |
| UBU*           | 40,1 %        | + 12,4 | 6 Sitze | + 2 |
| Freie Wähler   | 29,5 %        | + 9,4  | 4 Sitze | + 1 |
| Umkirch-2030   | −             | − 12,6 | −       | − 2 |

+/− Veränderung zur Kommunalwahl 2019
* Unabhängige Bürgerliste Umkirch

### Wappen
| Wappen von Umkirch | Blasonierung: „In Blau auf einer liegenden goldenen (gelben) Mondsichel stehend die silbern (weiß) gekleidete Madonna mit goldener (gelber) Krone, in der Rechten ein goldenes (gelbes) Zepter, in der Linken das Jesuskind haltend.“ |
| Wappen von Umkirch | Wappenbegründung: Ab dem beginnenden 16. Jahrhundert begegnen Vogt und Gericht von Umkirch bei urkundlich bezeugten Rechtshandlungen. Ein Siegel führte die bis 1805 vorderösterreichische, grundherrliche Gemeinde bis in das 19. Jahrhundert nicht. Nach 1831 entstand das erste Gemeindesiegel, das eine Madonna zeigt und Bezug auf das Marienpatrozinium der Pfarrkirche nimmt. |

### Verwaltung
Mit der Nachbargemeinde March besteht ein Gemeindeverwaltungsverband „March-Umkirch“ mit Sitz in March.

### Städtepartnerschaften
Umkirch ist seit 1989 mit der Gemeinde Bruges im französischen Département Gironde partnerschaftlich verbunden.

## Wirtschaft und Infrastruktur

### Verkehr

#### Bahn- und Busverkehr
Der nächste S-Bahn-Halt ist in Hugstetten (March) in einer Entfernung von ca. 3 km. Die Haltestellen Paduaallee in Lehen und Bollerstaudenstraße in Rieselfeld der Straßenbahn Freiburg sind ca. 5 km entfernt. Eine ursprünglich angedachte Verlängerung der Straßenbahnlinie von Rieselfeld über den Mundenhof bis nach Umkirch wird aktuell nicht mehr verfolgt. Der öffentliche Busverkehr bietet eine Anbindung an Freiburg, auch mit Nachtbussen.

#### Radverkehr
Durch eine Alltagsroute aus dem Radnetz Baden-Württemberg ist Umkirch über Gottenheim und Ihringen mit Breisach und in der anderen Richtung mit Freiburg verbunden. Letztere Verbindung führt am Autobahnkreuz Freiburg Mitte vorbei auf den FR 1.
Alternativ kann der FR 5 über die Sportanlagen und den Mundenhof durch eine Brücke über die A 5 oder über die Ortsausgangsstraße nach Waltershofen und den Opfinger See erreicht werden. Der Radschnellweg nach Breisach soll künftig nördlich an Umkirch vorbeiführen.

#### Fernstraßen
Über die direkt an Umkirch anschließende Bundesstraße 31a besteht eine Verkehrsanbindung an die Bundesautobahn 5 sowie nach Freiburg, dessen Innenstadt per Auto in weniger als 15 Minuten zu erreichen ist.

### Ansässige Unternehmen
Zu den ansässigen Unternehmen gehören die Welte Fahrzeugbau, hms-sonosystems GmbH, TRUMPF Medizin Systeme GmbH + Co. KG und die Firma Gerriets GmbH, ein weltweit führendes Unternehmen für Bühnenausstattung.

### Bildung
Das KinderBildungsZentrum Umkirch (KiZ) beherbergt die fünf pädagogischen Einrichtungen der Gemeinde: Kindertagesstätte, Grundschule, Hort, Kernzeitbetreuung und Mittagstisch. Weiterbildungsmöglichkeiten bietet sich die Volkshochschule Umkirch.

### Naherholungsmöglichkeiten
- Rad- und Inliner-Wege rings um die Gemeinde sind vorhanden.
- Mehrere Sportvereine bieten Möglichkeiten der sportlichen Betätigung.
- Das Hallenbad ist seit 2020 dauerhaft geschlossen[10].

### Kirchen
In Umkirch gehört die katholische Kirchengemeinde zur Seelsorgeeinheit March-Gottenheim. Die evangelische Gemeinde ist Teil des Kirchenbezirks Breisgau-Hochschwarzwald.

### Einkaufsmöglichkeiten
Es gibt einen Drogeriemarkt und drei Supermärkte.

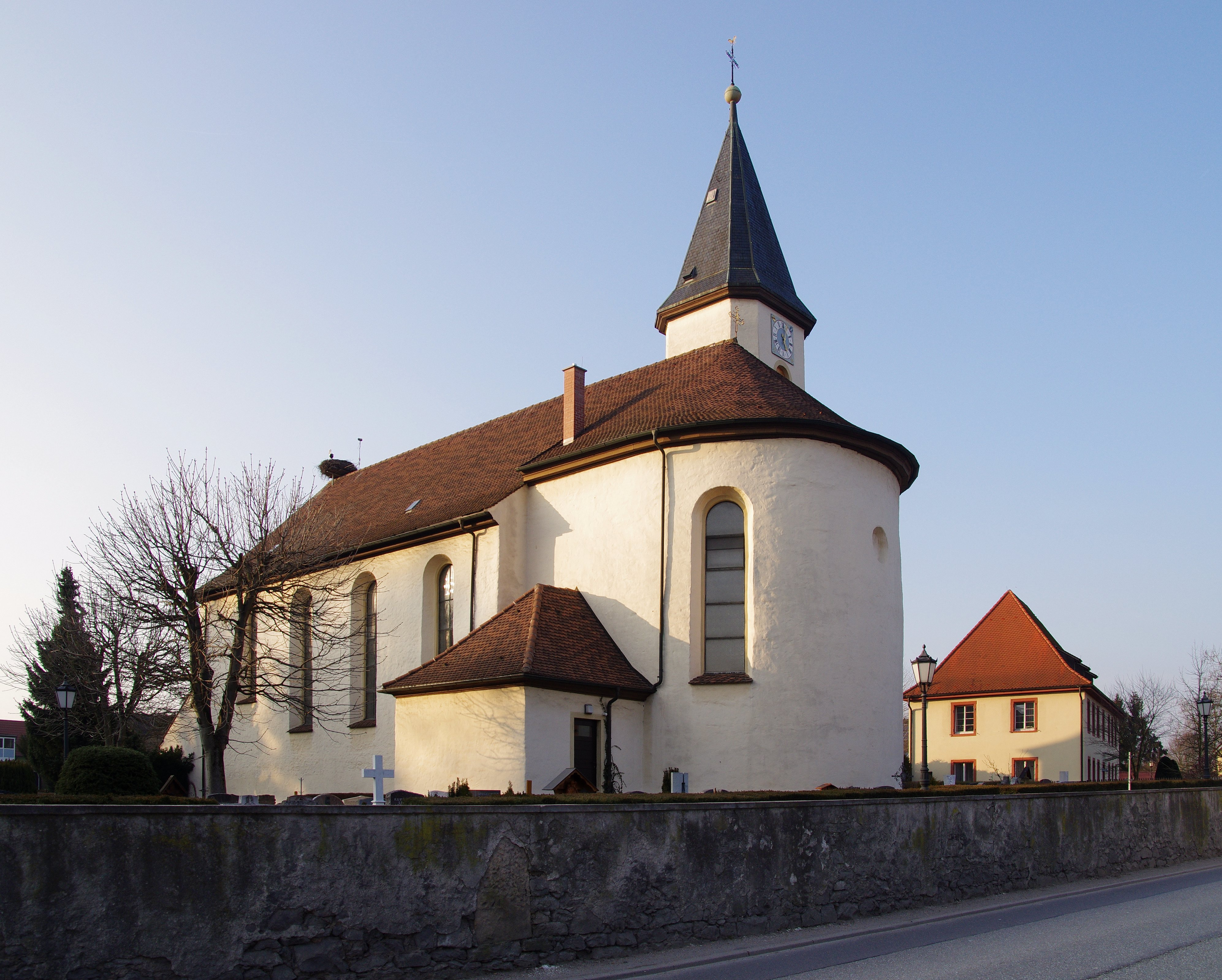
Kirche Mariä Himmelfahrt

## Kultur und Sehenswürdigkeiten

### Bauwerke

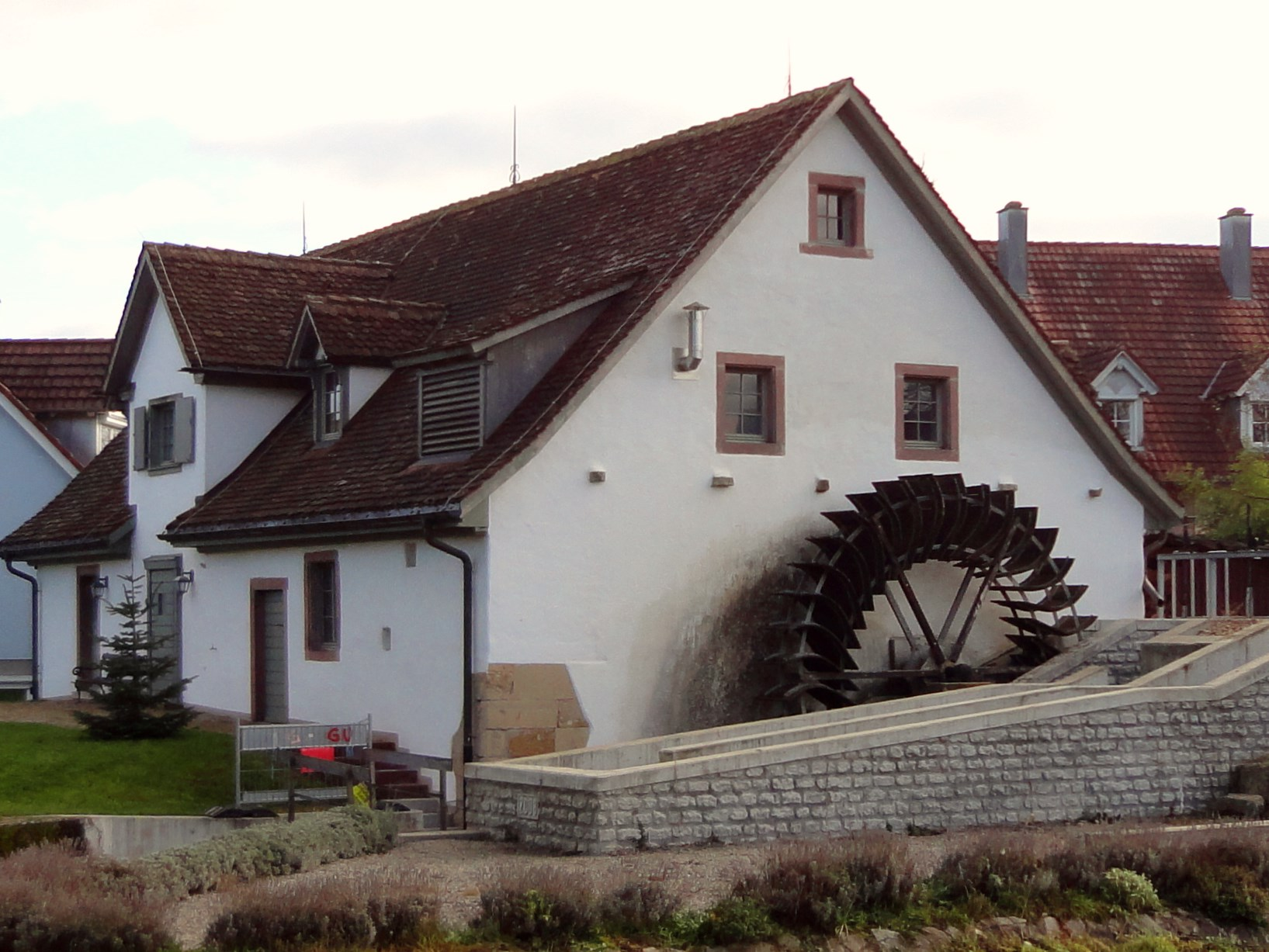
Schlossmühle in Umkirch

- Die ursprünglich romanische Pfarrkirche Mariä Himmelfahrt stammt aus der zweiten Hälfte des 11. Jahrhunderts und gilt daher als älteste Pfarrkirche des Breisgaus. Im 14. Jahrhundert wurde sie im gotischen Stil umgebaut. Ihr barockes Aussehen erhielt sie 1760–1765. Die Seitenaltäre stammen von Johann Caspar Brenzinger.
- Das Hohenzollernschloss mit Schlosspark befindet sich in Privatbesitz und ist nicht öffentlich zugänglich.
- Schloss Büningen, ein ursprünglich aus dem Mittelalter stammendes Wasserschloss wurde nach einer Zerstörung durch Brand während des Dreißigjährigen Kriegs in den Jahren 1663 bis 1669 wieder aufgebaut und dient nach Umbau und Sanierung seit 2005 als Rathaus.
- Die Schlossmühle wurde 2005 restauriert und wird als Heimatmuseum genutzt.

### Naturdenkmäler
Der Queen-Auguste-Victoria-Park (ehem. Fulwell Park) beim Hohenzollernschloss mit einer Fläche von 11 Hektar wurde mit dem Europäischen Gartenkultur-Schöpfungspreis ausgezeichnet. Er ist für die Öffentlichkeit nicht zugänglich.

### Sportveranstaltungen

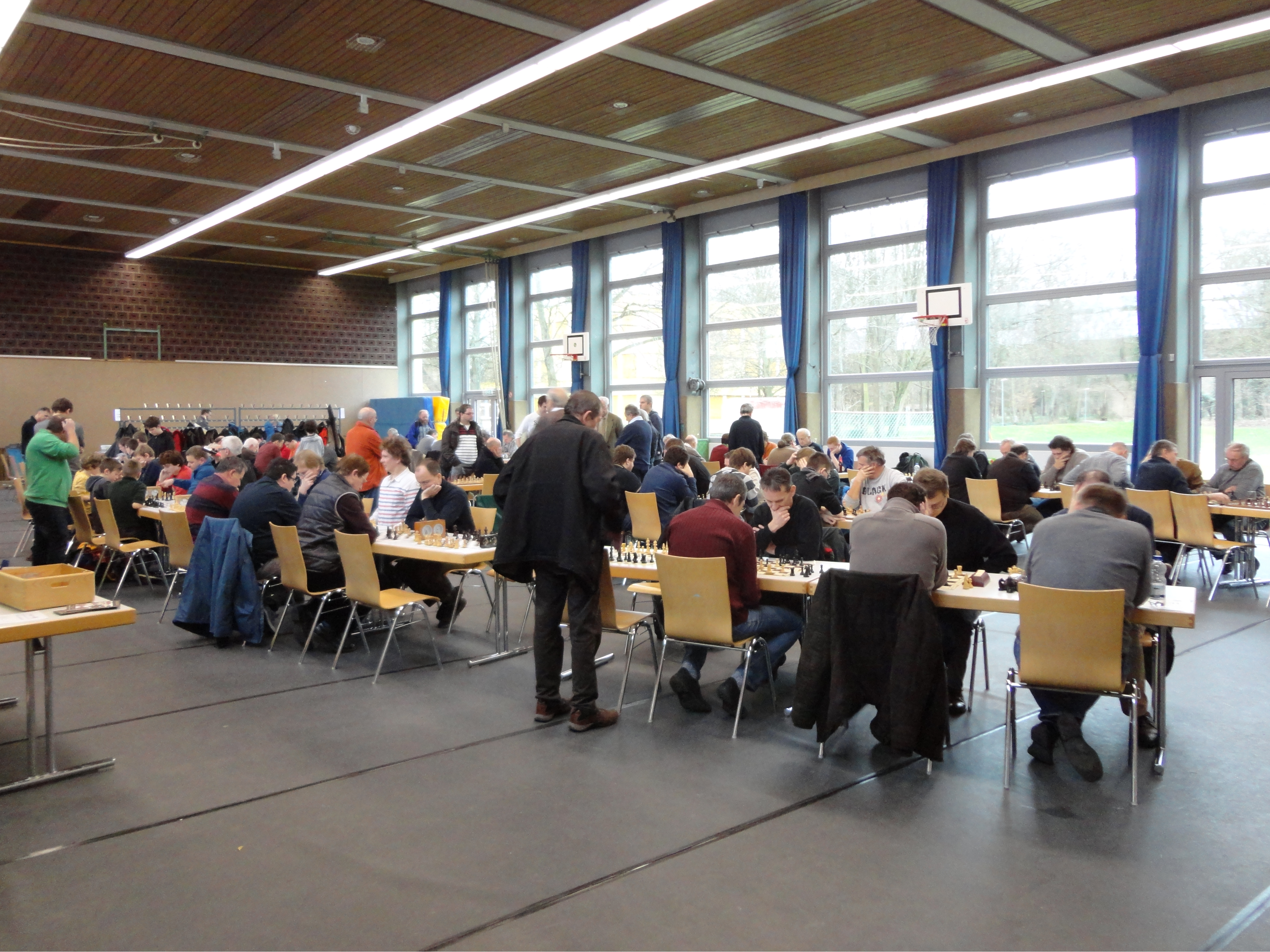
Turn- und Festhalle in Umkirch während des 42. Neujahrsschachturnieres (2016)

Am 10. Januar 2016 fand das 42. Neujahrsschachturnier um den Breisgaupokal der Gemeinde Umkirch in der Turn- und Festhalle Umkirch statt. Das 43. Neujahrsschachturnier wurde am 8. Januar 2017 ebenfalls vom Schachclub Umkirch 1969 in der Turn- und Festhalle veranstaltet.

## Persönlichkeiten

### Söhne und Töchter der Gemeinde
- Friedrich Wilhelm Prinz von Hohenzollern (1924–2010), ehemaliges Oberhaupt des Hauses Hohenzollern-Sigmaringen
- Ferfried Prinz von Hohenzollern (1943–2022), Tourenwagen-Rennfahrer
- Leopold Prinz von Bayern (* 1943), ehemaliger Automobilrennfahrer

### Mit Umkirch verbunden
- Werner Käß (1924–2022), Geologe und Träger der Staufermedaille, wohnte in Umkirch
- Cécile Verny (* 1969), Jazz-Sängerin, Frontfrau des Cécile Verny Quartets, lebt in Umkirch
- Rüdiger Tonojan (* 1972), Politiker (Bündnis 90/Die Grünen), aufgewachsen in Umkirch